# O'Reilly Open Source Award
O'Reilly Open Source Award — нагорода за відданість, іновації, лідерство і вклад в open source, заснована O'Reilly Media. З 2005 по 2009 носила назву Google-O'Reilly Open Source Award, але з 2010 нагорода називається просто O'Reilly Open Source Award.